# Потаповичі (станція)
Потаповичі — лінійна пасажирська станція 5-го класу Коростенської дирекції Південно-Західної залізниці лінії Коростень — Овруч. Розташована у Овруцькому районі, біля села Потаповичі.
Розташована між станціями Ігнатпіль (10 км) та Овруч (12 км).
Станція виникла 1932 року.
На станції зупиняються приміські поїзди.

## Розклад
- Розклад руху приміських поїздів.